# Tabuk (Kalinga)
Tabuk é um cidade de  quinta classe de renda da cidade (d) na província Kalinga, nas Filipinas. De acordo com o censo de 1 de maio  de  2020 possui uma população de 121 033 pessoas e 25 731 domicílios.